# Kai Eisele
Kai Eisele (* 25. Juni 1995 in Friesenheim) ist ein deutscher Fußballspieler auf der Position des Torwarts, der aktuell beim FC Ingolstadt 04 unter Vertrag steht.

## Werdegang
Eisele spielte in seiner Jugend zunächst beim FC Ottenheim, dem FV Sulz und dem Offenburger FV. Er wechselte im Jahr 2011 in die Nachwuchsabteilung des SC Freiburg, wo er bei den B- und den A-Junioren spielte. 2014 hatte er mit seinen Paraden beim Elfmeterschießen im Finale entscheidenden Anteil am DFB-Pokalsieg der U19 des SC Freiburg. Seit 2015 wurde er in der zweiten Männermannschaft des Vereins eingesetzt. In der Saison 2016/17 stand er in allen 34 Partien in der Fußball-Oberliga Baden-Württemberg im Tor der Mannschaft.
Im Sommer 2017 wechselte er zum Drittligisten Hansa Rostock. Zunächst war er als Stammtorwart der Mannschaft im Gespräch, jedoch wurde ihm der später verpflichtete Janis Blaswich vorgezogen. Eisele kam nur im Landespokal Mecklenburg-Vorpommern zum Einsatz und bestritt außerdem einige Spiele in der zweiten Mannschaft des Vereins in der Oberliga Nordost Nord. Aufgrund einer Verletzung von Blaswich kam Eisele im Dezember 2017 in der Profimannschaft zum Einsatz. Sein Drittligadebüt für die Rostocker gab er am 18. Spieltag der Saison 2017/18 beim 2:0-Sieg beim Halleschen FC, seinem späteren Arbeitgeber. Es folgten weitere zwei Drittligaeinsätze am Stück für die Rostocker. Eisele wurde zum Ende der Saison Landespokalsieger Mecklenburg-Vorpommerns 2018. Insgesamt absolvierte er sechs Pflichtspiele für die Kogge aus Rostock, ehe er den Verein an der Ostsee verließ.
Im Sommer 2018 schloss er sich dem Ligakonkurrenten Hallescher FC an, bei dem er einen Zweijahresvertrag bis 2020 unterschrieb. In Halle wurde Eisele Stammtorwart, woraufhin sein Vertrag im Februar 2019 frühzeitig bis 2021 verlängert wurde. Bis zum vierten Spieltag der Saison 2020/21 war er die Hallenser Nummer 1, ehe er nach 10 Gegentoren in den ersten vier Ligaspielen der neuen Saison durch Sven Müller ersetzt wurde. Den verletzten Müller vertrat er vom 17. bis 26. Spieltag der Saison nochmals, verlor im Endspurt der Saison seine Position als Nummer 2 an Tim Schreiber, der am 37. Spieltag bei einer erneuten Verletzung von Müller den Vorzug vor Eisele erhielt. Für Eisele war dieser Spieltag die letztmalige Nominierung für den Spieltagskader der Hallenser. Sein zum Saisonende auslaufender Vertrag wurde nicht verlängert.
Im November 2021 schloss sich der bis dahin vertragslose Eisele dem Zweitligisten Fortuna Düsseldorf an und stand am 26. November als Ersatztorwart im Kader der Mannschaft im Spiel gegen den 1. FC Heidenheim. Für Düsseldorf bestritt er im restlichen Saisonverlauf nur zwei Partien für die Zweitmannschaft in der Regionalliga West. Zur Spielzeit 2022/23 wurde er vom Ligakonkurrenten Karlsruher SC verpflichtet und mit einem Vertrag bis 2024 ausgestattet. Bei Karlsruhe hatte er sich zuvor bereits im Herbst 2021 fitgehalten. Dort wurde er Ersatztorhüter hinter Marius Gersbeck und Max Weiß und bestritt zwei Ligaspiele, ehe er den Verein nach Ablauf seines Vertrages 2024 wieder verließ. Daraufhin wechselte er zur SpVgg Unterhaching. Im Sommer 2025 wechselte er zum FC Ingolstadt 04.

## Erfolge
- Landespokalsieger Mecklenburg-Vorpommern (1): 2018 (mit Hansa Rostock)
- Deutscher A-Jugend-Pokalsieger (1): 2014 (mit dem SC Freiburg)